# Управление временными изменениями (киновселенная Marvel)
«Управле́ние временны́ми измене́ниями» (англ. Time Variance Authority, TVA, сокр.: УВИ) — бюрократическая организация медиафраншизы «Кинематографическая вселенная Marvel», основанная на одноимённой организации Marvel Comics.
Находится вне времени и пространства и контролирует стабильность «Священной линии времени» и единообразность течения времени. В данной организации не существует времени, различная магия в ней бессильна, и даже такие мощные артефакты как Камни Бесконечности в ней теряют свои свойства.
Данная организация впервые появилась в первом сезоне сериала «Локи» (2021). Она также фигурирует во втором сезоне и в дальнейшем сыграет важную роль в хронологии фильмов КВМ. 29 сентября 2023 года вышли два эпизода мини-сериала «Marvel Studios: Легенды», посвящённые альтернативным версиям («вариантам») и организации УВИ. Организация снова появилась в фильме «Дэдпул и Росомаха».

## В комиксах
Организация «Управление временными изменениями» (УВИ) впервые была представлена в комиксе Thor # 372 (октябрь, 1986). Созданная Уолтом Симонсоном и Сэлом Бьюсемой, УВИ изначально являлась данью уважения многолетнему писателю / редактору Marvel Comics и эксперту по преемственности Марку Грюнвальду, поскольку концепция альтернативных реальностей и самой Мультивселенной комиксов Marvel была разработана именно им.

## История

### Создание
В 31 веке, учёный по имени Натаниэль Ричардс во время исследований Мультивселенной обнаруживает нахождение над его вселенной других параллельных реальностей. Создав технологии для перехода в альтернативные измерения, варианты Натаниэля обменивались технологиями и знаниями для стабильности и прогрессирования реальностей, однако многие варианты Ричардса не разделяли мнения своих вариантов и рассматривали новые реальности в качестве завоеваний.
После начала войны вариантов Ричардса, что в дальнейшем получило название «Война мультивселенной», оригинальный Ричардс обнаруживает существо вне времени и пространства, также их поглощающее, называет его Алиотом и использует его силу для уничтожения всех своих вариантов. После этого, вариант Ричардса, в последствии получивший прозвище «Тот, кто остаётся», ограничивает временную линию, выстраивая её таким образом, чтобы его вариант никогда не родился, что не приведёт к новой Войне мультивселенной, создавая тем самым «Священную линию времени». Создав Цитадель в конце времён, «Тот, кто остаётся» создаёт организацию «Управление временными изменениями» (УВИ), предоставив ей свои технологии будущего. Целью создания УВИ «Тот, кто остаётся» обозначает поддержание стабильности Священной временной линии и предотвращение новой Войны мультивселенной.

### Арест варианта Локи
За руководящие должности «Тот, кто Остаётся» ставит созданных им же андроидов Хранителей времени. Создав массированную пропаганду уничтожения временных линий, УВИ выдёргивало людей из альтернативных реальностей, очищала их память и назначала тем, или иным агентом организации, при этом уточнив, что они были созданы Хранителями времени. В УВИ несколько руководящих должностей, среди которых имеются как и простые аналитики или работники, так и охотники на вариантом существ, нарушивших ход Священной линии времени.
Будучи Охотником А-23, Равонна Ренслейер в один из моментов времени арестовывает вариант Локи женского пола, принявшей имя «Сильвия», за нарушение хода Священной линии времени. В УВИ, Сильвия крадёт ТэмПад Равонны и сбегает.
В дальнейшем, став судьёй по делам вариантов, Равонна знакомится с агентом-аналитиком Мобиусом М. Мобиусом, и в определённый момент времени получает дело Локи Лафейсона, нарушившего ход времени в своей линии времени. Равонна направляет Локи на удаление, однако Мобиус вступается за него и решает использовать его для расследования убийств Охотников УВИ беглым вариантом Локи. Мобиус доказывает Локи, что магия в УВИ бессильна, и в организации отсутствует течение времени. Мобиус показывает Локи его будущее, после чего Локи сбегает и пытается захватить Камни Бесконечности, однако узнаёт, что в организации Камни теряют свои свойства, что доказывает Локи, что УВИ является величайшей силой во вселенной. Узнав своё будущее, в том числе свою гибель от рук Таноса, Локи соглашается работать с Мобиусом.

### Раскрытие правды
Попытавшись безуспешно поймать варианта во времени, Локи и Мобиус приходят к выводу, что вариант прячется в апокалиптических событиях, не влияющих на ход линии времени. Вычислив основное местоположение варианта, Локи, Мобиус и группа Охотников направляется в 2050 год в магазин Roxxcard. После битвы с вариантом, Локи узнаётся, что вариантом является Сильвия, и сбегает с ним на планету Ламентис-1. Агенты теряют их след и во время апокалипсиса на данной планете, варианты влюбляются в друг друга, что создаёт отдельное нарушение хода линии времени, в результате чего агенты находят их и арестовывают.
Локи раскрывает Мобиусу, что все агенты и охотники УВИ являются альтернативными версиями, а не созданиями Хранителей времени, однако последний не верит Локи и отправляет его во временную петлю. Пытаясь проверить слова Локи, Мобиус крадёт у Равонны ТэмПад и выясняет, что Охотник С-20, захваченная после очарования Сильвией, утверждала, что она вариант, после чего была удалена Равонной. Поверив с слова Локи, Мобиус освобождает его, однако Равонна удаляет его и отправляет Локи и Сильвию к Хранителям времени. Охотник B-15, ранее также контактировавшая с Сильвией, освобождает вариантов и выступает против УВИ. Локи и Сильвия вырубают охрану и последняя обезглавливает одного из Хранителей и выясняется, что они андроиды. Очнувшаяся Равонна удаляет Локи, однако Сильвия берёт её в плен.

### Открытие Мультивселенной
Узнав от Равонны, что Локи попал в Пустоту, пространство, куда УВИ удаляет все альтернативные линии и вариантов, что находится в конце времени, Сильвия удаляет себя, перемещаясь в Пустоту. Равонна заключает Охотника В-15 в тюрьму и пытается узнать от искусственного интеллекта Мисс Минутки о создателе УВИ. Тем временем Локи Сильвия встречают Алиота и при помощи «Классического» Локи, зачаровывают Алиота и получают доступ к Цитадели в конце времён.
Тем временем Мобиус возвращается в УВИ, встречает Равонну, и обещает рассказать агентам всю правду. Равонна уходит на поиски свободы воли, в то время как Охотник В-15 освобождается из тюрьмы и доказывает другим Охотникам теорию Мобиуса, показав им вариант Равонны Ренслейер в 2018 году.
В цитадели в конце времён, Локи и Сильвия встречают Того, кто остаётся, и пытаются его убить, однако он уворачивается от всех атак, после чего заявляет, что знает, что будет в будущем. После этого он рассказывает историю создания УВИ и Священной линии времени и заявляет, что устал от работы по контролю и готов передать управление Локи и Сильвии. При этом он предупреждает, что его гибель повлечёт раскрытие Мультивселенной и начало новой Войны Мультивселенной. Локи верит ему, однако Сильвия считает, что «Тот, кто остаётся» ограничивает волю людей во временной линии, чем держит их в заложниках, не позволяя им управлять своей судьбой самим. Сильвия переносит Локи в УВИ, а сама убивает Того, кто остаётся, после чего «Священная линия времени» разрушается, раскрывая Мультивселенную.

### Последствия
Локи, решив рассказать правду о создателе УВИ, находит Мобиуса и Охотника В-15, однако те не узнают его, после чего Локи замечает, что вместо статуи Хранителей времени, в вестибюле стоит статуя варианта Того, кто остаётся. После этого, у Локи возникает «скольжение» во времени, в результате чего его физическая оболочка начинает разрываться между прошлым и настоящим. Мобиус и попавший в настоящее Локи отправляются к инженеру Уроборосу «У.Б.», разработчику всех технологий УВИ. У.Б. вместе с Локи, Мобиусом и Охотником В-15 к Темпоральному Ткачу — устройству по обработке неопределённого времени. Уроборос с Мобиусом впоследствии исцеляют Локи, однако после закрытия шлюзов, У.Б. узнаёт, что открыть их сможет только их создатель — Тот, кто остаётся. Ткач постепенно перегружается новыми временными линиями, грозя уничтожением УВИ.

### Уничтожение части Мультивселенной
Уроборос создаёт устройство по расширению Ткача, и просит Локи и Мобиуса либо найти Мисс Минутку, обладающую правами администратора всех технологий, либо найти варианты Того, кто остаётся, чтобы с помощью его темпоральной ауры открыть шлюз и пройти к Ткачу.
Локи и Мобиус в процессе узнают о том, что Генерал Докс и Охотник Х-5 отправились на миссию по поимке Сильвии. Однако в последствии узнают, что Охотник Х-5 сбежал в «Священную линию времени» и устроил там свою жизнь. Поймав Охотника, они узнают, что Генерал Докс собиралась не найти Сильвию, а восстановить «Священную линию времени» и уничтожить появившиеся линии. Локи, Мобиус и Сильвия останавливают Докс, однако обрезанные ею линии продолжают расти. Уроборос просит Локи и Мобиуса найти Мисс Минутку, чтобы открыть шлюзы и расширить Ткач.

### Обнаружение Равонны Ренслейер
Кейси и В-15 засекают тэмпад Равонны Ренслейер, после чего Локи и Мобиус отправляются в 1893 год на Всемирную выставку в Чикаго. Они находят Равонну Ренслейер, Мисс Минутку и варианта Того, кто остаётся — Виктора Таймли. После сражения между Сильвией, Равонной, Локи и Мобиусом, двое последних отправляются обратно в УВИ вместе с Виктором Таймли.

### Уничтожение Ткача времени
Вместе с прибывшим в УВИ Виктором Таймли, Уроборос и Кейси строят множитель для Ткача, позволяющий расширить Ткач до требуемых размеров для стабилизации приёма необработанного времени. Однако в дело вмешивается Равонна Ренслейер и Мисс Минуты. Последняя убивает генерала Докс и несогласных с Равонной минутменов за исключением Охотника Х-5. Мисс Минуты перехватывает управление устройствами и оборудованием на себя и мешает Локи и Мобиусу найти Таймли, которого Х-5 забирает, удалив при этом Охотника D-90. У.Б. перезагружает систему, удаляя Мисс Минуты и отменяя протоколы безопасности. Сильвия вместе с Локи спасают Виктора и удаляют Равонну Ренслейер.
Попав в рубку Виктор с помощью своей темпоральной ауры открывает шлюзы и сам вызывается доставить множитель к Ткачу. Виктор надевает скафандр и едва покинув помещение мгновенно спагеттифицируется и погибает.
Ткач времени окончательно разрывается и шокированная гибелью Виктора команда в рубке наблюдает, как Ткач времени взрывается от перегрузки необработанным временем, накрывая УВИ.

### Реорганизация УВИ
После взрыва Ткача времени, все сотрудники УВИ исчезают из управления, а само УВИ спагеттифицируется и исчезает. Локи, будучи единственным оставшимся в управлении, вновь начинает испытывать «провалы» во времени, и после начала их контроля и многих веков попыток спасения УВИ, Локи и Виктор Таймли приходят к выводу, что Ткач никогда не сможет пропускать через себя бесконечно растущие временные ответвления, из-за чего он при любом исходе будет уничтожен.
Локи перемещается в Цитадель в конце времен и Тот, кто остаётся заявляет, что знает о его «провалах» во времени, а также объясняет, что Ткач времени является предохранителем, после перегрузки которого, все альтернативные линии времени, включая УВИ, уничтожаются, в результате чего остаётся только «Священная линия времени» и Локи в любом случае вернётся к нему. Локи решает изменить уравнение и сломать Ткач. Вернувшись в УВИ, Локи сам отправляется к Ткачу времени и уничтожает его своей магией, в результате чего обрабатываемые Ткачом линии начинают умирать. Локи с помощью магии реанимирует линии и отправляется в конец времён, где реформирует временные линии в древовидную структуру, оставаясь в центре для их поддерживания и контроля.
После этого, УВИ изменяет политику деятельности и ставит своей целью защиту временных линий от уничтожения и начинает отслеживать варианты Того, кто остаётся. Мобиус при встрече с В-15 упоминает вторжение варианта Того, кто остаётся в реальность, соседнюю с Землёй-616, однако замечает, что ситуация была урегулирована. У.Б. пишет второе издание Руководства УВИ, упоминая Виктора Таймли в качестве соавтора, а также восстанавливает обновлённую Мисс Минуты. Сам Мобиус покидает УВИ, а В-15, аналитик Кейси и судья Гэмбл возглавляют УВИ.

## Оборудование и технологии
- Тэмпа́д — устройства, используемые организацией «Управление временными изменениями» (УВИ) для перемещения во времени и пространстве. Их интерфейс был вдохновлён видеоиграми SNES и Game Boy, причём режиссёр «Локи» Кейт Херрон описала их как «самое близкое к нашим телефонам», что есть у УВИ[7].
- Две́ри вре́мени — межпространственные порталы, используемые УВИ для перемещения между альтернативными временными линиями, для захвата вариантов или перемещения между этажами УВИ.
  - Клетки времени — функция дверей времени, открывающие определённый момент во времени, формируя временные петли. Используется УВИ в качестве персональной тюрьмы.
  - Кубы времени — функция дверей времени, заключающая варианта в персональный куб, из которого он не сможет добровольно выбраться. Могут сжиматься до минимальных размеров, что может привести к гибели.
- Оше́йники вре́мени — контактные приспособления, закрепляющиеся на шее варианта с целью ограничения его способностей (магии). Ошейники не позволяют использовать магию не только в УВИ, но и в любой из реальностей.
- Дуби́нки УВИ[8] — дубинки, используемые Охотниками УВИ для «удаления» вариантов. Судья Равонна Ренслейер также владеет дубинкой, которую она использует против Локи и Сильвии. При разработке эффекта удаления для «Локи», компания визуальных эффектов FuseFX стремилась отличить его от Скачка, черпая вдохновение из документального сериала «Космос: пространство и время»[9]. Из подвидов дубинок, существуют дубинки, способностью которых является замедление времени при ударе, ограничивая субъект / объект на 1/16 скорости субъекта, при этом все ощущения субъект чувствует в реальном времени.
- Заря́ды перезагру́зки — небольшие устройства, используемые УВИ для «удаления» альтернативных временных линий, полностью стирая их из существования, чтобы сохранить «Священную линию времени». Майкл Уолдрон, главный сценарист «Локи», сказал, что заряды используют магию «или, возможно, что-то более техническое», и что аудитория «находится в неведении относительно того, что именно происходит с этими зарядами перезагрузки»[10]. Позже Сильвия использует их для «бомбардировки» Священной линии времени[11][12][13].
- Храни́тели вре́мени — это три биосинтетических андроида, созданных «Тем, кто остаётся» для исполнения роли тех, кто «создал» организацию УВИ и «Священную линию времени», а также для мнимого управления УВИ и поддержания тайны личности создателя. В УВИ они считаются высшими существами, предотвратившими войну Мультивселенной, а также о том, что Хранители времени являются андроидами никто не знает. Это раскрывается только тогда, когда Сильвия, не желая вести с ними диалог, обезглавливает одного из них. После этого, Хранители времени перестают быть активными, и правда о том, что они являются андроидами и не создавали ни УВИ, ни «Священную линию времени» распространяется по УВИ. После открытия Сильвией Мультивселенной, попавший в альтернативную версию УВИ Локи замечает, что Хранителей времени заменяет альтернативная версия «Того, кто остаётся», а отрубленная голова Хранителей времени остаётся у лидеров организации до перестройки.
- Ткач вре́мени — масштабное устройство, созданное с целью создания физической линии времени из частиц необработанного времени. Выделяет темпоральную радиацию, из-за которой частицы, контактирующие с ней моментально стареют. Для прохода к Ткачу Уроборосом был создан темпоральный скафандр, позволяющий временно контактировать с радиацией без последствий. После убийства Того, кто остаётся и освобождения Священной линии времени, Ткач стал перегружаться множеством образовавшегося времени и альтернативных линий, из-за чего стабильность работы УВИ начинает нарушаться. В конечном итоге из-за большого выделения темпоральной радиации и возникновения множества альтернативных линий, Ткач взрывается, накрывая волной УВИ, и при этом альтернативные линии самоудаляются без вмешательства УВИ, а сами сотрудники управления перемещается в свои родные линии времени. Во время разговора с Локи, Тот, кто остаётся заявляет, что Ткач является предохранителем и что после его взрыва, альтернативные линии будут уничтожены, включая УВИ, оставляя лишь Священную линию времени. Локи перемещается во время, предшествующее уничтожению Ткача и с помощью магии разрушает Ткач, позволяя линиям образоваться без автоматического уничтожения.
- Экстра́ктор темпора́льной а́уры — устройство, созданное Уроборосом для извлечения Локи Лафейсона из Ткача времени для излечения Локи от «провалов» во времени.
- Мно́житель — устройство, созданное Виктором Таймли, Уроборосом и Кейси для расширения возможностей приёма необработанного времени Ткачом времени. Тем не менее, устройство не сработало по уравнению проблемы масштаба после того, как Локи обуздал свои «провалы» во времени с целью спасти УВИ.

## Дизайн
Отель «Atlanta Marriott Marquis» был использован в качестве штаб-квартиры УВИ. На съёмочной площадке УВИ Отем Дюральд Аркапоу использовала рабочие матовые лампы накаливания в качестве основного освещения площадки.
Для дизайна УВИ Кейт Херрон черпала визуальное вдохновение из фильмов «Метрополис» (1927), «Бегущий по лезвию» (1982) и «Автостопом по галактике» (2005), а также из бруталистской архитектуры юго-восточного Лондона, чтобы смешать со «стилем среднего запада» сериала «Безумцы». Она также обратила внимание на «ретро-футуристические» видеоряды из фильма «Бразилия» (1985). Из комиксов Херрон привлекли «эти удивительные изображения столов, уходящих в бесконечность», чтобы включить их в дизайн УВИ. Художник-постановщик Касра Фарахани имел те же склонности, что и Херрон, к дизайну УВИ, отдельно чувствуя, что «Бразилия» будет хорошим вдохновением, поскольку этот фильм «похож на эту большую бюрократию, раздавливающую личность». Как и в случае с бруталистской архитектурой, к которой была привлечена Херрон, Фарахани также обращался к восточноевропейскому модернизму середины века под влиянием СССР, а также к американскому модернизму середины века для «обшивки, палитры и причудливых узоров» внутри УВИ. Некоторые части УВИ построены из того же камня, из которого построена Цитадель конца времени. Целью Фарахани было создать пространство, в котором «вы не можете сразу сказать, является ли это тёплым и дружелюбным местом или это место, которое хочет вас уничтожить».
УВИ включает в себя «сложные потолки», и Фарахани работал вместе с оператором Отем Дюральд Аркапоу, чтобы включить в них освещение; когда Аркапоу снимала под низким углом, он создавал «красивые графические кадры с динамичными формами почти на каждом фоне». Фарахани описал технологию УВИ так, как будто «аналоговая технология никогда не останавливалась, а цифровая технология никогда не появлялась», при этом аналоговая технология становится «всё более и более сложной»; это помогло создать анахроничное ощущение организации. Различные экраны в УВИ не имеют цвета, вместо этого они имеют монохроматический 8-битный оцифрованный вид. Большая часть технологии была создана на заказ из старых телевизоров и компьютеров, которые были объединены с «разрозненными, другими случайными элементами техники», в то время как ТемПады были вдохновлены часами-калькуляторами, а их интерфейсы вдохновлены приставкой Super Nintendo Entertainment System и Game Boy Camera. Мир за пределами офисов УВИ изображён как бесконечный город, вдохновлённый «Метрополисом» и образами бесконечных пространств из комиксов, которым Херрон хотела придать «в некоторым смысле нереальности, [потому что…] он не на планете и там нет солнца».

### Комментарии
1. ↑  В комиксах, УВИ — это организация, созданная для контроля реальностей во всей Мультивселенной и сведения временного вмешательства к минимуму.